# Bitch (chanson des Rolling Stones)
 (novembre 2022).
La mise en forme du texte ne suit pas les recommandations de Wikipédia : il faut le « wikifier ».
Les points d'amélioration suivants sont les cas les plus fréquents. Le détail des points à revoir est peut-être précisé sur la page de discussion.
- Les titres sont pré-formatés par le logiciel. Ils ne sont ni en capitales, ni en gras.
- Le texte ne doit pas être écrit en capitales (les noms de famille non plus), ni en gras, ni en italique, ni en « petit »…
- Le gras n'est utilisé que pour surligner le titre de l'article dans l'introduction, une seule fois.
- L'italique est rarement utilisé : mots en langue étrangère, titres d'œuvres, noms de bateaux, etc.
- Les citations ne sont pas en italique mais en corps de texte normal. Elles sont entourées par des guillemets français : « et ».
- Les listes à puces sont à éviter, des paragraphes rédigés étant largement préférés. Les tableaux sont à réserver à la présentation de données structurées (résultats, etc.).
- Les appels de note de bas de page (petits chiffres en exposant, introduits par l'outil «  Source ») sont à placer entre la fin de phrase et le point final[comme ça].
- Les liens internes (vers d'autres articles de Wikipédia) sont à choisir avec parcimonie. Créez des liens vers des articles approfondissant le sujet. Les termes génériques sans rapport avec le sujet sont à éviter, ainsi que les répétitions de liens vers un même terme.
- Les liens externes sont à placer uniquement dans une section « Liens externes », à la fin de l'article. Ces liens sont à choisir avec parcimonie suivant les règles définies. Si un lien sert de source à l'article, son insertion dans le texte est à faire par les notes de bas de page.
- La présentation des références doit suivre les conventions bibliographiques. Il est recommandé d'utiliser les modèles {{Ouvrage}}, {{Chapitre}}, {{Article}}, {{Lien web}} et/ou {{Bibliographie}}. Le mode d'édition visuel peut mettre en forme automatiquement les références.
- Insérer une infobox (cadre d'informations à droite) n'est pas obligatoire pour parachever la mise en page.

Pour une aide détaillée, merci de consulter Aide:Wikification.
Si vous pensez que ces points ont été résolus, vous pouvez retirer ce bandeau et améliorer la mise en forme d'un autre article.
Pour les articles homonymes, voir Bitch.
Singles de The Rolling Stones
Honky Tonk Women
(1969) Wild Horses
(1971)
Pistes de Sticky Fingers
You Gotta Move
(5) I Got The Blues
(7)
Bitch est une chanson du groupe de rock britannique The Rolling Stones parue d'abord le 16 avril 1971 sur la face B du single Brown Sugar au Royaume-Uni et sur l'album Sticky Fingers une semaine plus tard.
Musicalement, Bitch est une chanson de hard rock qui incorpore un arrangement de cuivres "d'accélération du pouls",.

## Enregistrement
Écrite par Mick Jagger et Keith Richards, Bitch a été conçue lors des sessions Sticky Fingers en octobre 1970, qui se déroulent aux studios Olympic de Londres et dans la demeure de Stargroves en utilisant le studio mobile du groupe. Le guitariste Keith Richards était en retard ce jour-là, mais quand il est arrivé, il a transformé une composition molle en le jeu de marque trouvé sur la prise publiée. L'ingénieur du son Andy Johns a déclaré :

« Lorsque nous faisions Bitch, Keith était très en retard. Mick Jagger et Mick Taylor avaient joué la chanson sans lui et ça ne sonnait pas très bien. Je suis allé à la cuisine et il était assis par terre sans chaussures, mangeant un bol de céréales. Soudain, il a dit : "Oh, Andy ! Donne-moi cette guitare". Je lui ai tendu sa guitare claire Dan Armstrong Plexiglass, il l'a prise, a lancé la chanson dans le tempo et a juste mis l'ambiance dessus. Instantanément, il est passé de ce bordel laconique à un véritable groove. Et j'ai pensé, "Waouh. C'est ce qu'il fait". »

Elle est également remarquable pour sa section de cuivres lourds qui ponctue le jeu de guitare après les refrains. Mick Jagger a dit :

« Les cuivres pour moi sont super, surtout comme sur Bitch. Je veux dire tant qu'il est utilisé avec soin. Je ne dis pas que j'aimerais travailler avec un groupe composé de cinq ou six cuivres. Mais ça ne me dérangerait pas un groupe avec une sorte de 5 saxophones. »

De nombreuses prises sont nécessaires pour parvenir au résultat définitif.

## Parution et réception
"Bitch" a été qualifié de "hard rock" par la BBC dans sa rétrospective de 2007. Le magazine Rolling Stone la classe comme la soixante-seizième meilleure chanson du groupe. En la comparant à d'autres chansons des années 70 avec des titres similaires, Rolling Stone a déclaré que "aucune n'a râlé plus fort que celle-ci". Cash Box l'a décrit comme "une fête classique à la dure et prête à l'emploi".
Bien qu'elle ne soit pas sortie en tant que single en soi, la chanson a été largement diffusée sur les stations de radio de rock classique. La chanson est incluse sur plusieurs compilation du groupe, notamment Made in the Shade (1975), Jump Back : The Best of The Rolling Stones (1993) et la version deluxe de GRRR! (2012).
En 2015, la réédition de l'album Sticky Fingers propose la prise complète de Bitch sur le second disque.

## Postérité
La chanson a été présentée lors de la diffusion initiale de la série  WKRP in Cincinnati dans l'épisode Bad Risk, bien qu'elle ait été remplacée lors de la rediffusion de la série à partir de 1990.
Bitch a été reprise plusieurs fois, notamment par Herbie Mann en version instrumentale pour son album London Underground; puis par Goo Goo Dolls et Dave Matthews Band.

## Personnel
Crédités:
- Mick Jagger: chant
- Keith Richards: guitare électrique, chœurs
- Mick Taylor: guitare électrique
- Bill Wyman: basse
- Charlie Watts: batterie
- Bobby Keys: saxophone
- Jim Price: trompette
- Jimmy Miller: percussion